# Amanda Redman
Amanda Jacqueline Redman MBE, född 12 augusti 1957 i Brighton, East Sussex är en brittisk skådespelerska.

## Rollista i urval
- 1980 – Två kvinnor
- 1982 – The Listerdale Mystery (TV-serie)
- 1988 – For Queen and Country
- 1991 – En kvinnas kärlek (TV-film)
- 2000 – Sexy Beast
- 2000–2003 – At Home with the Braithwaites (TV-serie)
- 2001 – Mike Bassett: England Manager
- 2003–2013 – Gamla snutar, nya spår (TV-serie)
- 2008 – Little Dorrit (miniserie)
- 2024 – Scoop